# John Rockwell
Pour les articles homonymes, voir Rockwell.
John Rockwell (né en 1940) est un critique musical, éditeur et critique de danse (en) américain. Il a étudié à la Phillips Academy, à Harvard, à l'Université de Munich et à l'Université de Californie à Berkeley où il a reçu un Ph.D. sur la culture de l'Allemagne.

## Ouvrages
- All American Music, Knopf (1983)  (ISBN 0-394-51163-8).
- Sinatra: An American Classic, Random House (1984)  (ISBN 0-394-53977-X).
- The Idiots, BFI (2003)  (ISBN 0-85170-955-9).
- Outsider: John Rockwell on the Arts, Limelight (2006)  (ISBN 0-87910-333-7)